# Wolf Lowry
Wolf Lowry è un film muto del 1917 diretto e interpretato da William S. Hart con la supervisione di Thomas H. Ince. La sceneggiatura di Lambert Hillyer si basa su The Rancher, un racconto di Charles Turner Dazey.

## Produzione
La lavorazione del film, che fu prodotto dalla Kay-Bee Pictures e dalla New York Motion Picture, durò dal 3 febbraio al 21 marzo 1917.

## Distribuzione
Distribuito dalla Triangle Distributing, il film uscì nelle sale cinematografiche degli Stati Uniti il 27 maggio 1917.
Copie della pellicola sono conservate negli archivi della Library of Congress, in quelli del George Eastman Museum e dell'UCLA.